# Preston (Idaho)
Preston é uma cidade localizada no estado americano de Idaho, no Condado de Franklin.

## Demografia
Segundo o censo americano de 2000, a sua população era de 4682 habitantes.
Em 2006, foi estimada uma população de 5089, um aumento de 407 (8.7%).

## Geografia
De acordo com o United States Census Bureau tem uma área de
17,3 km², dos quais 17,3 km² cobertos por terra e 0,0 km² cobertos por água.

## Localidades na vizinhança
O diagrama seguinte representa as localidades num raio de 16 km ao redor de Preston.